# Isla Paredones
Isla Paredones är en ö i kommunen Corinto, Nicaragua. Den ligger längs Stillahavskusten, och har en lång fin havsstrand på västra sidan. Ön är separerad från fastlandet av ett smalt vattendrag där tidvattnet flyter in och ut. Ön har 61 invånare (2005).